# Виллен (футболист)
Виллен Мота Инасио (порт. Willen Mota Inácio; 10 января 1992, Рио-де-Жанейро, Бразилия) — бразильский футболист, нападающий тайского клуба «Тру Бангкок Юнайтед».

## Карьера
Виллен родился в городе Рио-де-Жанейро, и является воспитанником клуба «Васко да Гама». В 2009 году футболиста перевели в первую команду. Нападающий дебютировал как профессионал в бразильский Серии А в 2009 году. В 2012 году игрок отправился в португальский клуб «Портимоненсе», за который сыграл два матча. Затем, в том же году, отправился в Швецию, в команду «Ассириска Фёренинген». Побывав, помимо этого, дважды в «Бангу» и «Америке» (Натал), игрок покинул клуб и перешёл в «Аваи».